# 李氏捲管螺
李氏捲管螺（学名：Lienardia lischkeana）为捲管螺科細切嘴螺屬下的一个种。